# Дыбова (Сливенская область)
Дыбова (болг. Дъбова) — село в Болгарии. Находится в Сливенской области, входит в общину Котел. Население составляет 50 человек.

## Политическая ситуация
Кмет (мэр) общины Котел — Христо Русев Киров (коалиция партий: национальное движение «Симеон Второй» (НДСВ) и Движение «За права и свободы» (ДПС)) по результатам выборов.